# نقطه ایستایی

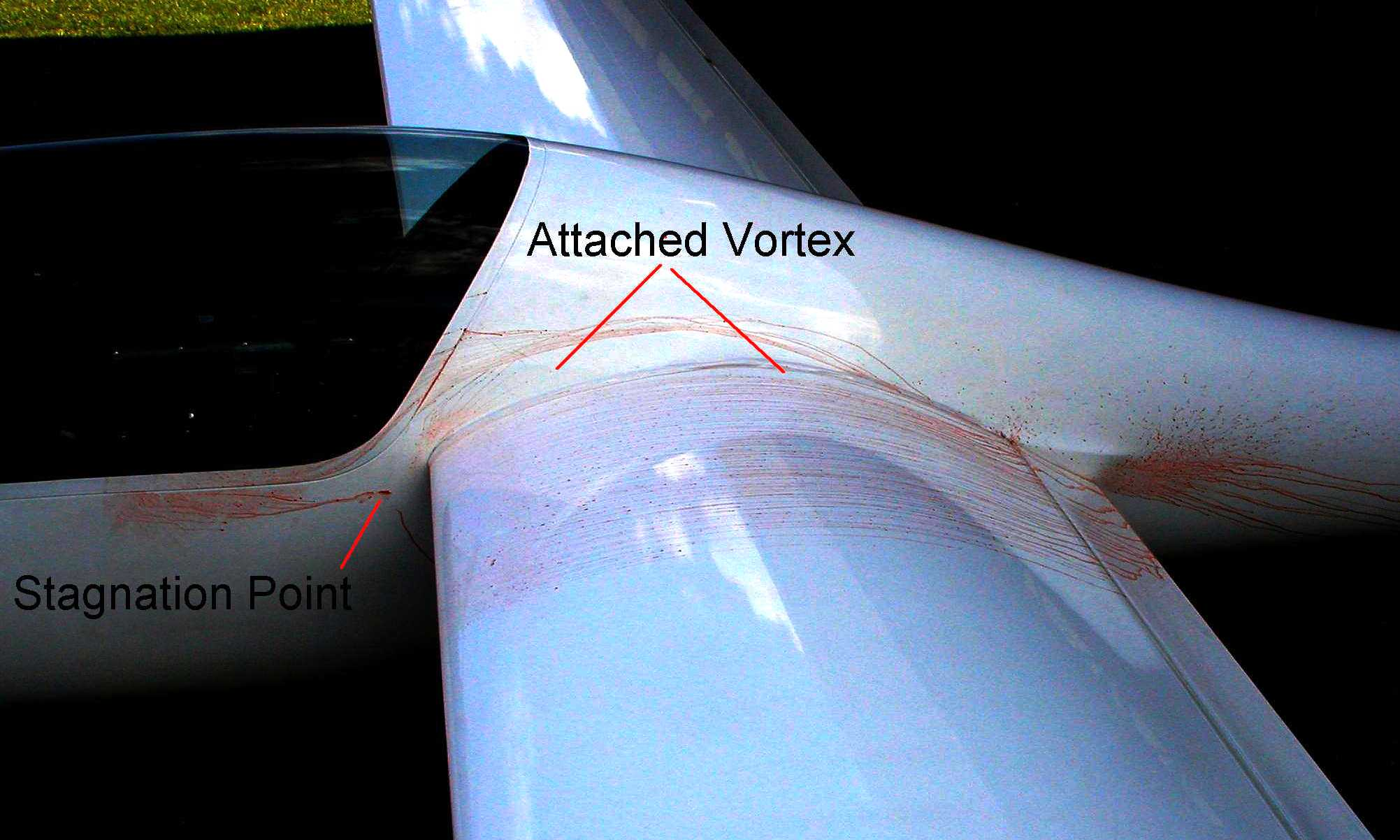
نگاره‌ای که نقطه ایستایی را در تاوه یک پَسارگیر بادپر نشان می‌دهد.

نقطه ایستایی (که به رنگ سرخ مشخص شده‌است.) روی پلنفرم.

در دینامیک سیالات، نقطهٔ ایستایی، نقطه‌ای در میدان جریان  ایست، که در آن سرعت برداری سَیّال صِفر می‌باشد. دینامیک سیالات به شکل «شرایط بدون لغزش»؛ این فرض که هر بخشی از یک میدان جریان که در امتداد برخی از مرزها قرار دارد از چیزی جز نقاط ایستایی تشکیل نمی‌شود (این سوال که آیا این فرض واقعیت را منعکس می‌کند یا صرفاً یک راه حل ریاضی است، از زمانی که این اصل برای نخستین‌بار مطرح شد موضوع مستمر بحث‌ها بوده‌است). معادله برنولی نشان می‌دهد که فشار استاتیکی زمانی که سرعت صفر باشد بیشینه فشار است و از این رو فشار استاتیک در حداکثر مقدار خود در نقاط ایستایی است. این فشار استاتیکی را فشار ایستایی می‌نامند.